# Arcopsis adamsi
Arcopsis adamsi  – gatunek morskiego, osiadłego małża z rodziny Noetiidae.
Muszla wielkości około 1 cm. Kształtu owalno-prostokątnego, wydłużonego. Periostrakum muszli w kolorze żółtawo-białym. Występują pod kamieniami w płytkich wodach. Są rozdzielnopłciowe, bez zaznaczonych różnic płciowych w budowie muszli. Odżywiają się planktonem.
Występuje w Ameryce Północnej od Florydy do Karaibów.